# Wuppertaler SV
El Wuppertaler SV es un equipo de fútbol de Alemania que juega en la Regionalliga West, la cuarta liga de fútbol más importante del país.

## Historia
Fue fundado en el año 1954 en la ciudad de Wuppertal tras la fusión de los equipos TSG Vohwinkel y SSV Wuppertal; y más tarde se integraría el Borussia Wuppertal para conformar al equipo existente actualmente.
Es un club deportivo, ya que cuenta con equipo en boxeo, gimnasia, balonmano y atletismo. El equipo surgió luego de la Segunda Guerra Mundial, donde ambos equipos (SSV y TSG) pertenecían a la Oberliga y se unieron para generar más dividendos de manera combinada y obtener el título de la Oberliga. Accedieron a la 1. Bundesliga por primera vez en el año 1972, en la cual solamente han estado en 3 temporadas, todas de manera consecutiva en donde su primera temporada terminaron en un decoroso 4º puesto.
Es uno de los primeros equipos en integrar la 2. Bundesliga, surgida en 1975. En 1998, el equipo esquivó la bancarrota, pero fue relegado a la Oberliga por no pagar las deudas y en el 2003 regresaron a la Regionalliga, donde juegan actualmente. Nunca ha sido campeón de liga ni ha ganado algún título de relevancia en su historia.
A nivel internacional ha participado en 1 torneo continental, en la Copa UEFA de 1973/74 -después de quedar 4º en la Bundesliga-, en la que fue eliminado en la Primera ronda por el Ruch Chorzów de Polonia.

## Palmarés
- Oberliga Niederrhein: 1

2016
- Oberliga Nordrhein: 4

1990, 1992, 2000, 2003
- Niederrheinpokal: 4

1999, 2000, 2005, 2007

## Participación en competiciones de la UEFA
- Copa UEFA: 1 aparición

1974 - Primera ronda

### Resultados
| Temporada | Competición | Ronda | Club         | Cómputo global | Ida     | Vuelta  |
| --------- | ----------- | ----- | ------------ | -------------- | ------- | ------- |
| 1973/74   | UEFA Cup    | 1R    | Ruch Chorzów | 6-8            | 1-4 (F) | 5-4 (C) |

## Jugadores

### Jugadores destacados
- Günter "Meister" Pröpper
- Horst Szymaniak
- Erich Probst
- Alfred "Coppi" Beck
- Erich Haase
- Waldemar Ksienzyk
- Erich Ribbeck
- Mohammad Reza Adelkhani
- Thomas Litjens
- José Valencia

## Entrenadores desde su fundación
| - Raymond Schwab (1954–1956) - Edmund Conen (1956–1957) - Walter Werner (1957) - Jupp Schmidt (1957–1958) - Emil Melcher (1958–1959) - Willibald Kreß (1959–1961) - Robert Gebhardt (1961–1965) - Adi Preißler (1965–1967) - Kuno Klötzer (1967–1968) - Horst Buhtz (1968–1974) - János Bédl (1974–1975) - Diethelm Ferner (1975–1976) - Herbert Burdenski (1976–1977) - Erhard Ahmann (1977) - Herbert Burdenski (1977–1978) - Bernd Hoss (1978–1979) - Rolf Müller (1979–1980) - Heinz Lucas (1980) - Rolf Müller (1980–1981) - Kalli Hoffmann (1981–1982) - Jonny Hey (1982–1983) - Manfred Reichert (1983) - Thomas Bartel (1983) - Manfred Reichert (1983–1984) - Detlef Pirsig (1984–1986) - Günter Pröpper (1986) - Rolf Müller (1986–1989) - Dieter Tartemann (1989–1990) - Wolfgang Jerat (1990–1992) - Gerd Vom Bruch (1992–1993) | - Michael Lorkowski (1993–1994) - Dieter Tartemann (1994) - Werner Fuchs (1994–1996) - Wolfgang Jerat (1996–1997) - Ali Höfer (1997) - Rudi Gores (1997–1999) - Roman Geschlecht (1999) - Frantisek Straka (1999–2001) - Jonny Hey (2001–2002) - Georg Kreß (2002–2004) - Werner Kasper (2004) - Uwe Fuchs (2005–2007) - Wolfgang Jerat (1990–1992) - Wolfgang Frank (2008) - Christoph John (2008) - Uwe Fuchs (2008–2010) - Peter Radojewski (interino) (2010) - Michael Dämgen (2010–2011) - Karsten Hutwelker (2011) - Hans-Günter Bruns (2011-2012) - Jörg Jung (2012-2013) - Peter Radojewski (2013) - Reinhold Fanz (2013) - Peter Radojewski (2013-2014) - Thomas Richter (2014-) |